# Абдрахманов, Кайрат Кудайбергенович
Кайрат Кудайбергенович Абдрахманов (каз. Қайрат Құдайбергенұлы Әбдірахманов/Qairat Qūdaibergenūly Äbdırahmanov; род. 21 апреля 1964, Панфилов, Талды-Курганская область, Казахская ССР, СССР) — казахстанский государственный деятель, посол Казахстана в нескольких странах, министр иностранных дел Казахстана (2016—2018), Верховный комиссар ОБСЕ по делам национальных меньшинств (с 2020 года).

## Биография
Родился 21 апреля 1964 года в Талды-Курганской области.
В 1987 году окончил Казахский государственный университет им. С. М. Кирова по специальности история.
С 1987 по 1991 годы работал преподавателем кафедры политической истории Казахского политехнического института имени В. И. Ленина. С 1991 по 1993 годы — аспирант Казахского государственного университета.
1993—1997 годы — третий, второй секретарь, заведующий отделом, заместитель начальника управления стран Азии Министерства иностранных дел Казахстана.
В 1997 году был назначен заместителем директора департамента стран Азии Министерства иностранных дел Казахстана. 1997—1998 годы — начальник управления Азии, Ближнего Востока и Африки — заместитель директора 4-го департамента Министерства иностранных дел Казахстана.
1998—1999 годы — директор 3-го департамента Министерства иностранных дел Казахстана. С апреля по декабрь 1999 года — директор департамента двусторонних отношений Министерства иностранных дел Казахстана.
С 1999 по 2001 годы — вице-министр иностранных дел Казахстана.
2001—2003 годы — советник-посланник посольства Казахстана в Великобритании.
В 2003 году назначен послом Казахстана в Израиле.
2006—2007 годы — заместитель Министра иностранных дел Казахстана.
2007—2008 годы — посол Казахстана в Австрии, а также постоянный представитель Казахстана при международных организациях в Вене.
С сентября по декабрь 2008 года — постоянный представитель Казахстана при международных организациях в Вене.
2008—2011 годы — постоянный представитель Казахстана при Организации по безопасности и сотрудничеству в Европе (ОБСЕ).
С марта 2011 года — посол Казахстана в Австрии, постоянный представитель Казахстана при международных организациях в городе Вене.
26 ноября 2013 года назначен постоянным представителем Казахстана при Организации Объединённых Наций.
С 28 декабря 2016 года по 2018 год являлся министром иностранных дел Казахстана.
В 2019—2020 годах состоял послом Казахстана в Швеции.
4 декабря 2020 года избран Верховным комиссаром ОБСЕ по делам национальных меньшинств.

## Награды
| Страна    | Дата | Награда                                            | Награда                                            |
| --------- | ---- | -------------------------------------------------- | -------------------------------------------------- |
| Казахстан | —    | Кавалер ордена «Курмет»                            | Кавалер ордена «Курмет»                            |
| Казахстан | —    | Кавалер ордена Парасат                             | Кавалер ордена Парасат                             |
| Казахстан | 2001 | Медаль «10 лет независимости Республики Казахстан» | Медаль «10 лет независимости Республики Казахстан» |
| Казахстан | 2005 | Медаль «10 лет Конституции Республики Казахстан»   | Медаль «10 лет Конституции Республики Казахстан»   |
| Казахстан | 2005 | Медаль «10 лет Парламенту Республики Казахстан»    | Медаль «10 лет Парламенту Республики Казахстан»    |
| Казахстан | 2018 | Юбилейная медаль «20 лет Астане»                   | Юбилейная медаль «20 лет Астане»                   |